# عائلة الأسرار
عائلة الأسرار هو كتاب من تأليف راسيل بيكر. نشرته دار بلومزبري للنشر في عام 2008، يصف الكتاب الروابط المزعومة بين عائلة بوش ووكالة الاستخبارات المركزية. ويؤكد الكتاب أن الرئيس جورج بوش الأب كان على صلة بفضيحة ووترغيت واغتيال جون كينيدي. لقي الكتاب استحسان النقاد.

## ادعاءات الكتاب
وبحسب ما ورد انجذب بيكر إلى نظريات مؤامرة اغتيال جون إف كينيدي بعد اكتشاف تقرير يفيد بأن جورج بوش الأب لم يتمكن من تذكر مكان وجوده في 22 نوفمبر 1963.
يوجه في الكتاب اتهامات مختلفة بالفساد لعائلة بوش، التي يربطها بدخول الولايات المتحدة الحرب العالمية الثانية، وتشكيل وكالة المخابرات المركزية، واغتيال جون كينيدي، وفضيحة ووترغيت.
وفقًا لبيكر، أصبح الرئيس بوش الأول عميلًا للمخابرات في سنوات مراهقته وكان لاحقًا في قلب مؤامرة لاغتيال كينيدي شملت والده، بريسكوت بوش، ونائب الرئيس ليندون جونسون، ومدير وكالة المخابرات المركزية ألن دالس، الكوبي والأمريكي. المنفيون والمهاجرون الروس ومختلف رجال النفط في تكساس. كما يسمي بوب ودورد من صحيفة واشنطن بوست بأنه عميل استخبارات تآمر مع جون دين لإقالة الرئيس ريتشارد نيكسون من منصبه لمعارضته بدل استنفاد النفط.
يشير الكتاب إلى أنه عندما كان جورج دبليو بوش في أكاديمية فليبس كان زميله في الغرفة هو ابن شقيق جورج دي مورينشيلدت ، وأنه في السنوات اللاحقة، تآخى بوش ودي مورينشيلدت في دالاس. في عام 1962، أصبح دي مورينشيلدت صديقًا للي هارفي أوزوالد. يربط بيكر أيضًا بين فضيحة بوش وفضيحة ووترغيت. وهو يصف فضيحة ووترغيت بأنها "ليست بمثابة عمل أخرق من أعمال التجسس السياسي، بل باعتبارها مهزلة مدبرة بعناية تهدف إلى الإطاحة بالرئيس ريتشارد نيكسون".